# 기기괴계: 달밤초자
《기기괴계: 달밤초자》는 나츠메 아타리가 제작한 1994년 진행형 슈팅 게임이다. 《기기괴계》 시리즈 작품이자 슈퍼 패미컴으로 발매된 두 번째 작품으로 일본서 1994년 6월 17일 처음 발매됐다. 북미 및 유럽 지역에선 《포키 & 록키 2》라는 제목으로 출시됐다.
사요를 주인공으로서 조작하며 두 번째 플레이어가 도우미 캐릭터로서 2인이 함께 협동 플레이를 할 수 있는 것이 특징이다.

## 반응
《기기괴계: 달밤초자》는 대체로 긍정적인 반응을 얻었다.

## 참조

### 주해
1. ↑  일본어: 奇々怪界 月夜草子
2. ↑  영어: Pocky & Rocky 2